# Sölkerpass
Sölkerpass är ett bergspass i Österrike. Det ligger i förbundslandet Steiermark, i den centrala delen av landet. Sölkerpass ligger 1 790 meter över havet.
Över Sölkerpass går vägen mellan Baierdorf i distrikt Murnau och Stein an der Enns i distrikt Liezen.
Trakten runt Sölkerpass består i huvudsak av grästäckta ytor och kala bergstoppar.